# Olargues
Olargues je naselje in občina v južnem francoskem departmaju Hérault regije Languedoc-Roussillon. Leta 2009 je naselje imelo 614 prebivalcev.

## Geografija
Naselje leži v pokrajini Languedoc ob reki Jaur znotraj naravnega regijskega parka Haut-Languedoc, 49 km severozahodno od Béziersa.

## Uprava
Olargues je sedež istoimenskega kantona, v katerega so poleg njegove vključene še občine Berlou, Cambon-et-Salvergues, Colombières-sur-Orb, Ferrières-Poussarou, Mons-la-Trivalle, Prémian, Roquebrun, Saint-Étienne-d'Albagnan, Saint-Julien-d'Olargues, Saint-Martin-de-l'Arçon, Saint-Vincent-d'Olargues in Vieussan s 4.220 prebivalci.
Kanton Olargues je sestavni del okrožja Béziers.

## Zanimivosti
Olargues je vmesna postaja romarske poti v Santiago de Compostelo, Via Tolosane.
- staro srednjeveško jedro okoli zvonika, ostanka nekdanjega grajskega stolpa iz 10. stoletja,
- hudičev most Pont du Diable iz začetka 13. stoletja,
- cerkev sv. Lovrenca iz 17. stoletja,
- muzej ljudske umetnosti in tradicije.